# Burton C. Andrus
Burton C. Andrus (15 de abril de 1892-1 de febrero de 1977) fue un militar de carrera del Ejército de los Estados Unidos, oficial de seguridad y observación durante la Segunda Guerra Mundial, y conocido por su rol de comandante de la Prisión de Núremberg durante el principal proceso contra altos dignatarios del régimen nazi en los Juicios de Núremberg entre 1945-1946.

## Biografía
Burton C. Andrus nació en Fort Spokane, Washington, en el seno de una familia cuyo padre era un militar del Ejército de los Estados Unidos que residía dentro de Fort Spokane. En 1895 su padre se radicó en Búfalo y el joven Andrus asistió a la escuela y luego a la Universidad de Búfalo. Estando en dicha institución se unió al Cuerpo de Oficiales de Reserva de la Caballería de los Estados Unidos. Fue gerente de administración de una de las plantas de Standard Oil y en 1916 contrajo matrimonio con Katherine E. Stebbins, formando una familia. Llegó a tener cuatro hijos.

### Carrera militar
En 1916 era teniente segundo de Reserva durante la Primera Guerra Mundial, aunque no llegó a participar en este conflicto. En 1917 se le asignó como comandante de la empalizada en Fort Oglethorpe en Georgia, una prisión de castigo militar donde se destacó por imponer orden y disciplina de forma rigurosa y que marcaría a futuro la carrera militar de Andrus. 
En 1918 se le ascendió a teniente primero y en 1919 a capitán de Caballería. Se le asignó a labores de inteligencia y de comandancia del presidio militar en Monterrey, California. Posteriormente fue asignado a varias unidades de la Caballería en el territorio. En 1924 fue enviado como oficial de reserva del 26.º Cuerpo de Caballería en Filipinas. En 1926 realizó el curso para oficiales de carrera en Escuela de Caballería del Ejército de Estados Unidos luego de lo cual fue reconocido como oficial de Ejército regular con especialidad en observación, inteligencia y reconocimiento aéreo siendo asignado como instructor. En 1933 fue asignado como comandante de Cuerpo Civil de Conservación en Puget Sound, Oregón. En 1935 fue ascendido a Mayor y formó parte del 7.º de Caballería a cargo del 1.er regimiento blindado.
En 1940, en los inicios de la Segunda Guerra Mundial fue ascendido a teniente coronel y asignado a labores como oficial de la Oficina de Seguridad del puerto de New York. En 1941 fue enviado a Inglaterra como oficial de observación en la comunicaciones de las operaciones de defensa tierra-aire de la RAF en dicho país y luego retornó a Estados Unidos para realizar como instructor. 
En 1942, después de que los Estados Unidos entrasen en guerra, fue asignado al 21.º grupo del 3.º Ejército del general George S. Patton como oficial de enlace y observación. Andrus fue un reconocido admirador de Patton, llegando a copiar su estilo y vestimenta. En 1944 Andrus actuó como oficial de observación en combate permaneciendo en Europa.

### Carcelero de Núremberg

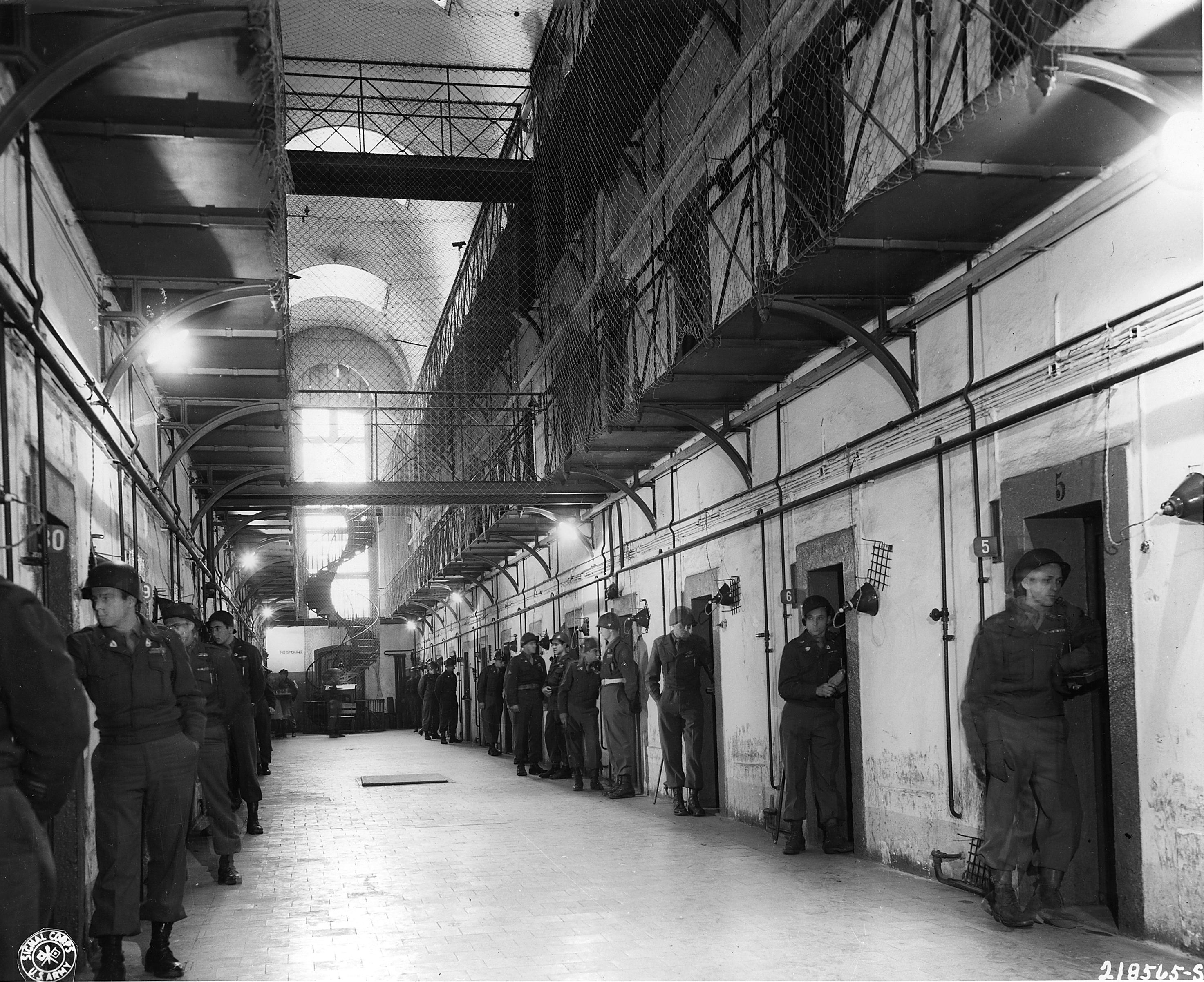
Sistema de guardias en la Prisión de Núremberg (noviembre de 1945)

En julio de 1945 el general Dwight D. Eisenhower, aprovechando su experiencia en prisiones de seguridad, lo asignó como oficial de inteligencia e interrogatorios a cargo de los altos mandos del régimen nazi que se encontraban retenidos como prisioneros en un hotel en Mondorf-les-Bains, cerca de Luxemburgo. En dicho lugar fueron reunidos algunos de los principales cabecillas del extinto Tercer Reich, lugar que se denominó con el nombre en código de Cubo de basura.
Andrus supervisó personalmente que a los imputados nazis se les diera el trato estricto e igualitario de criminales de guerra, los despojó de sus condecoraciones —como fue el caso de Hermann Göring— se les confiscaron sus pertenencias y se les metió en habitaciones carcelarias exenta de todo lujo. Asimismo supervisó la construcción del recinto carcelero en Núremberg aledaño al Palacio de Justicia donde se iba a constituir el tribunal,  disponiendo un construcción de celdas singles en dos pisos, Andrus fue asignado como comandante de la prisión de Núremberg. El 12 de agosto de 1945 los prisioneros fueron conducidos con alta seguridad al nuevo recinto y confinados en celdas individuales con guardias permanentes situados en la puerta de cada celda.
El coronel Andrus destacó de inmediato por su impecable presentación personal, el desprecio por sus prisioneros y con la prensa autorizada, asimismo por la aplicación estricta de la disciplina a los internos en el recinto. Como asesores, Andrus eligió a un psicólogo —Gustave Gilbert—, un psiquiatra —Leon Goldensohn—, un médico alemán que se suponía políticamente neutro, así como de otros especialistas. Con este equipo técnico esperaba poder controlar cada detalle de la vida de cada uno de los prisioneros, y que además le sirivieran de informantes.

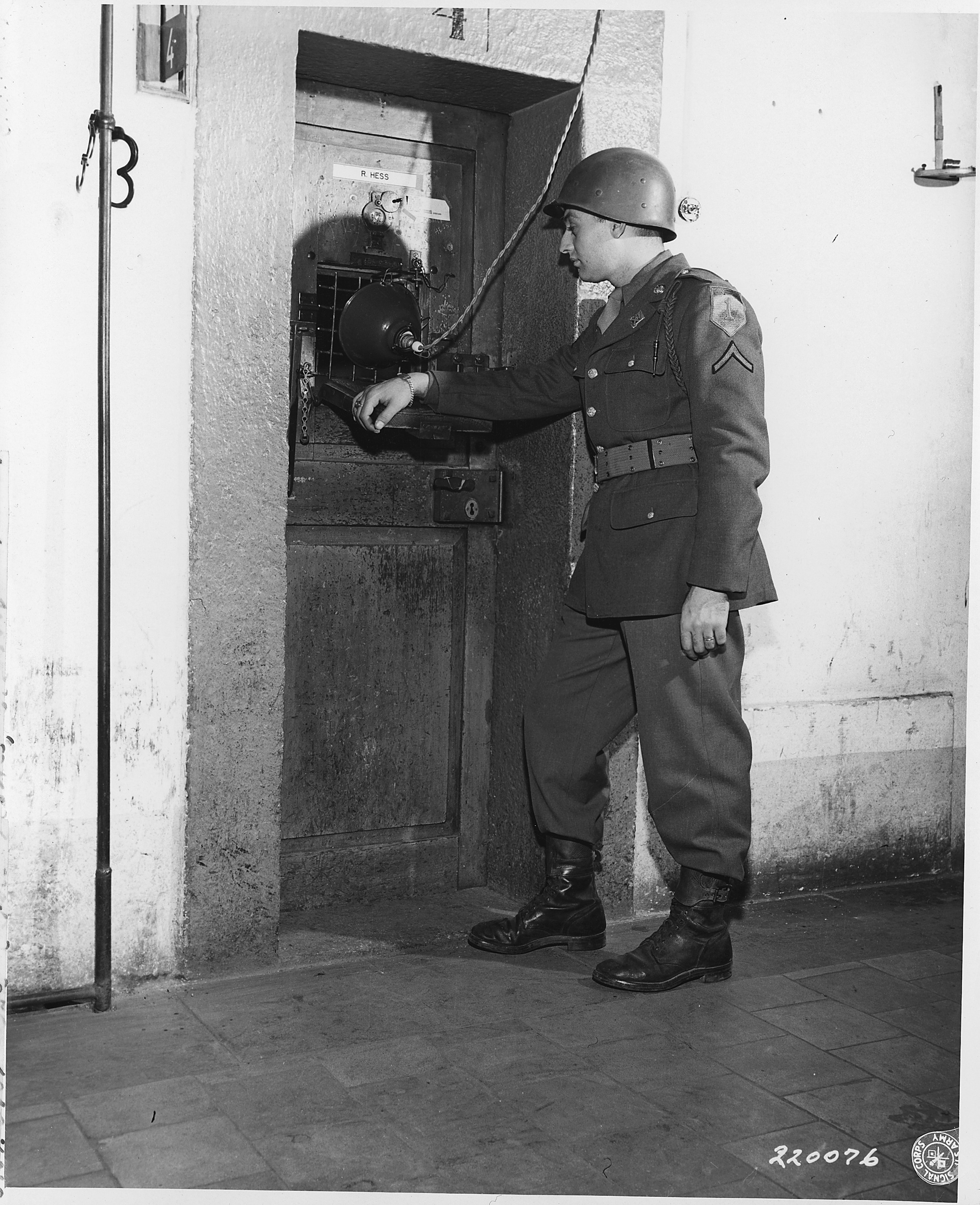
Vigilancia de 24 horas a los prisioneros.

A los prisioneros se les permitía la recepción de visitas controladas —sin posibilidades de contacto físico entre ellos— y supervisadas sus conversaciones por un guardia. Los prisioneros también podían realizar una caminata en un patio abierto al interior del recinto de 20 minutos diarios —mientras esto ocurría, las celdas eran cuidadosamente registradas en busca de elementos no autorizados en prevención de un eventual suicidio—. Asimismo, Andrus supervisó que los prisioneros asistieran al tribunal bien aseados, vestidos con traje de calle y corbata; a los militares se les permitió su uniforme sin insignias ni grados, este vestuario les era retirado después de la asistencia.
El 6 de octubre de 1945 el doctor Leonardo Conti, imputado por crímenes en la operación Aktion T4, se ahorcó mientras se encontraba confinado en una celda. Unas semanas después, el 25 de octubre el antiguo jefe de los sindicatos nazis, Robert Ley, también se suicidó de forma similar. La muerte de Ley en realidad suponía la repetición de un suicidio por parte del reo, sin que este hubiera sido visto por la guardia que teóricamente los vigilaba. Andrus se propuso que ningún otro preso volviera a suicidarse y redobló la seguridad organizando turnos de 24 horas de guardias permanentemente mirando al interior de las celdas. Además, se sustituyeron las mesas de madera y se remplazaron por mesas colapsables al peso; los prisioneros debían dormir de espaldas y con las manos a la vista.
A pesar de todas las medidas no pudo evitar el suicidio de Hermann Göring, uno de sus prisioneros más conocidos y conflictivos. A tan solo un par de horas de su ejecución, Göring se suicidó por ingestión de cianuro. Cuando se descubrió que había ingerido algún tipo de sustancia, a pesar de los esfuerzos iniciales, no se pudo impedir su muerte. Nunca se pudo establecer cómo obtuvo el vial con el veneno. Esta fue una de las mayores decepciones del coronel Andrus, empañando gravemente su carrera y reputación ante la prensa, quien lo calificó como incompetente. El coronel Andrus no asistió a ninguna de las ejecuciones de los prisioneros, el 16 de octubre de 1946.

### Últimos años
En diciembre de 1945,  Andrus fue relevado de su puesto mientras llegaban nuevos grupos de criminales al Tribunal y pidió su traslado a un puesto administrativo al Distrito militar de Washington, posteriormente fue delegado militar en Israel y Brasil en el periodo de 1948 a 1952. Nunca fue ascendido a general. Se retiró del Ejército en 1952. 
En 1969 y 1970 publicó, respectivamente, dos libros: I was the Nuremberg Jailer y The Infamous of Nuremberg.
Obtuvo una licenciatura en Administración y sirvió como profesor de Geografía y Administración de empresas en la Universidad de Puget Sound en Tacoma, y fue miembro activo de los Boy Scouts. Falleció víctima de cáncer a sus 85 años en 1977 en Fort Lewis.
En la cinta “Los Juicios de Nüremberg“, del año 2000, fue representado en forma fiel y convincente por el veterano actor canadiense, Michael Ironside.